# Baharestan
Bahārestān (farsi بهارستان) è una città dello shahrestān di Esfahan, nella Provincia di Esfahan. Si trova 20 km a sud-est di Esfahan, sulla strada che conduce a Shiraz, e a nord dei monti Lashtar. È una città di nuova progettazione, una new town.

## Citazioni letterarie
A Baharestan si svolgono parte delle vicende narrate dallo scrittore ed educatore italiano Fabio Geda nel racconto, ispirato al viaggio attraverso il Pakistan e l'Iran, del ragazzo afgano Enaiatollah Akbari, Nel mare ci sono i coccodrilli, successo editoriale del 2010.